# Cara Black
Cara Black (Harare, 17. veljače 1979.) je profesionalna tenisačica iz Zimbabvea. Rođena je u Rodeziji kao kći Dona i Velie Black. Cara je mlađa sestra Wayna Blacka i Byrona Blacka, profesionalnih tenisača.
Tijekom karijere osvojila je 1 naslov pojedinačno i 54 naslova u konkurenciji ženskih parova. Ima sva četiri Grand Slam naslova u mješovitim parovima, te tri od četiri Grand Slam naslova u ženskim parovima (Wimbledon 2004., 2005. i 2007.; Australian Open 2007., US Open 2008.). Trenutno je rangirana kao svjetski broj 28 u ženskim parovima. Cara je jedna od najistaknutijih igračica u parovima s početka 21. stoljeća.

## Vanjska poveznica
- Profil na WTA